# Al-Azraq
 (septembre 2018).
Si vous disposez d'ouvrages ou d'articles de référence ou si vous connaissez des sites web de qualité traitant du thème abordé ici, merci de compléter l'article en donnant les références utiles à sa vérifiabilité et en les liant à la section « Notes et références ».
 (septembre 2018).
Abu 'Abd Allah Muhammad ibn Hudhayl al-Saghir (أبو عبد الله محمد بن هذيل الصغير) (1208, La Vall d'Alcalà - 1276, Alcoi), connu sous le surnom d'Al-Azraq (الأزرق, « celui qui a les yeux bleus »), était un chef de guerre andalou qui vécut au milieu du XIIIe siècle au sud du royaume de Valence. Il commanda trois affrontements mudéjars dans le sud du Royaume de Valence. Il devint le seigneur mudéjar le plus célèbre du XIIIe siècle et plusieurs auteurs trouvèrent, dans le souvenir des révoltes d'Al-Azraq, l'origine des fêtes des Maures et Chrétiens d'Alcoi.
Il était le fils du walid Hudzäil al Sähuir et d'une mère chrétienne. Il passa de longues périodes dans les cours d'Aragon, de Valence et de Grenade ; il jouissait de la confiance et de l'amitié des rois Jacques Ier d'Aragon et Alphonse X de Castille.
Après la conquête du royaume de Valence par Jacques Ier d'Aragon, Al-Azraq signe le traité Al-Azraq de 1245 (en), un pacte avec le roi d'Aragon par lequel le commandant musulman peut garder le contrôle d'une série de fortifications dont Polop (plus tard la seigneurie des barons de Polop) dans les vallées de Alcalà et Gallinera. Malgré ce traité, Al-Azraq mena des soulèvements en 1248 et 1258, en tentant de tuer Jacques Ier, mais il fut vaincu.
Il mourut en 1276, pendant le siège d'Alcoi, des mains d'un chrétien originaire de Xàtiva.